# Farrukhsiyar
Farrukhsiyar (phát âm tiếng Ba Tư:  [farʊx'sɪjar] ) còn được gọi là Shahid-i-Mazlum (20 tháng 8 năm 1683 - 9 tháng 4 năm 1719), là hoàng đế Mugal thứ mười từ năm 1713 đến năm 1719. Ông lên ngôi sau khi ông ám sát bác của mình là Jahandar Shah .